# Luigi De Angelis
Luigi De Angelis (1974) is een Belgisch-Italiaanse regisseur, decorontwerper en muzikant.

## Biografie
De Angelis werd in 1974 geboren in Brussel.  Zijn gezin verhuist naar Italië als hij heel jong is. In 1992 richt hij samen met dramaturge Chiara Lagani het gezelschap Fanny & Alexander op, dat vernoemd wordt naar de gelijknamige film van regisseur Ingmar Bergman. Hiermee creëren ze voorstellingen (theaterstukken, live performances, opera’s en installaties) die theater, visuele kunsten, muziek, cinema en literatuur vermengen. Ze werken samen met kunstenaars uit verschillende disciplines.
De eerste productie van Fanny & Alexander is Hevel, morte-transizione uit 1992. Daarna volgen Cantico dei cantici (1993), Introitus (1994), Il ginepro - favola cimiteriale (1995), Ipotenusa d'amore (1995), Ponti in core (1996), Psalmodia (1996), Con mano devota (1996), La felicità di tutti (1998), Romeo e Giulietta (1999) en Sulla turchinità della fata (1999).
Voor de voorstelling Requiem (2001), met muziek van componist Luigi Ceccarelli, werken De Angelis en Lagani met het Festival van Ravenna. Deze mix van opera en theater krijgt drie prijzen in 2002: "Premio Speciale per la musica UBU" in Milaan, "Speciale Prijs voor de Muziek" op het MESS Theatre and Film Festival in Sarajevo en "Speciale Prijs" op het BITEF International Theatre Festival in Belgrado.
Daarna volgen de Fanny & Alexander producties Alice vietato > 18 anni (2003), Heliogabalus (2006), K.313 (2007) en AMORE (2007).
Tussen 2011 en 2013 werkt De Angelis samen met de Italiaans-Argentijnse kunstenaar Sergio Policicchio aan de compositie van Sinfonia per Ravenna, een "soundscape symfonie" voor de stad Ravenna. In 2014 verschijnt deze muziek onder de groepsnaam Buco Biancio op cd bij de platenfirma Tempo Reale.
In mei 2015 regisseert en ontwerpt hij decor en belichting voor een opvoering van Die Zauberflöte van Mozart in het Teatro Comunale di Bologna. In datzelfde jaar creëert hij samen met Policicchio het concept en het lichtontwerp voor een concert/performance van verschillende elektronische composities van de Italiaanse componist Giacinto Scelsi, in samenwerking met Spectra Ensemble uit Gent.
Sinds 2015 is De Angelis artist in residence bij Muziektheater Transparant, waar hij werkt aan projecten voor de Summerschool van De Singel in Antwerpen. Met dit jongerenoperaproject realiseerde hij verschillende opera-uitvoeringen: In Bocca al Lupo van Nicolas Achten (2015), Orfeo Viajero van Claudio Monteverdi (2017), Les Indes Galantes van Jean-Philippe Rameau (2018) en A.L.I.C.E. (2021), een bewerking van Alice in Wonderland van Lewis Carroll, met medewerking van An Pierlé en Casper Van de Velde (muzikant bij Bombataz).
Voor het Klarafestival maken De Angelis en Transparant de voorstelling Змея (2017), een evocatie van de muzikale wereld van Sergei Diaghilev, de stichter van het Ballets Russes gezelschap. In 2017 regisseert hij ook Aquarius’ Dream voor Transparant - de tweede symfonie van componist Wim Henderickx - voor de Elisabethzaal in Antwerpen, in samenwerking met de Filharmonie. De regie van Myriam volgt in 2018, een bewerking van het boek The Hunger van de Amerikaanse schrijver Whitley Strieber, met zangers Dyane Donck en Els Mondelaars. In 2018 wordt zijn ode aan Sergei Diaghilev nieuw leven ingeblazen, als  de voorstelling Serge, met componist Michael Rauter en het Solistenensemble Kaleidoskop. In 2021 maakt De Angelis het videoconcert The Garden voor Transparant. Dit wordt vertoond op het Roma Europa festival, in De Bijloke in Gent en in De Doelen in Rotterdam. Op het Klarafestival 2022 gaat Passio in première, een samenwerking tussen Transparant, regisseur De Angelis en dirigent Andreas Küppers. Deze bewerking van de Johannespassie van Alessandro Scarlatti wordt aangevuld met muziek van Arvo Pärt en Louis Andriessen. In november 2023 gaat de voorstelling Nina in première op het Roma Europa festival. Voor deze ode aan de zangeres Nina Simone werken Transparant en regisseur De Angelis met zangeres Claron McFadden.
In juli 2016 maakt De Angelis samen met muzikant Emanuele Wiltsch Barberio de voorstelling Lumen, een vier uur durende concerthappening over "de demon van de dans", die vertoond wordt op het Santarcangelo-festival.
Storia di un’Amicizia (2018), naar een boek van Elena Ferrante, wordt vertoond in Italië en Brazilië.
Sinds 2019 doceert De Angelis elektro-akoestische muziekcompositie aan het Martini Conservatorium in Bologna.
Met Sylvie e Bruno (2021) regisseert De Angelis opnieuw een voorstelling die gebaseerd is op een roman van Lewis Carroll. Dit stuk gaat in première op het Ravenna-festival. Ook in 2021 regisseert hij de opera L'Isola Disabitata van Franz Joseph Haydn, met dirigent Nicola Valentini. Ook deze voorstelling gaat in première in Ravenna, in Teatro Alighieri.
Se questo è Levi (2022) is gebaseerd op het leven van de Italiaanse schrijver Primo Levi (1919-1987), een overlevende van Auschwitz. In deze voorstelling nemen de toeschouwers plaats rond de acteur en kunnen ze hem vragen stellen aan de hand van een lijst. Deze vragen werden ooit ook echt aan Levi gesteld en de acteur hoort de stem van Levi in zijn oor terwijl hij hem speelt. Ook in 2022 regisseert en ontwerpt hij voor Teatro Ponchielli in Cremona ll Ritorno di Ulisse in Patria van Claudio Monteverdi en Lohengrin van Richard Wagner voor Teatro Communale di Bologna.
In 2023 regisseert hij Il Barbiere di Siviglia van Gioacchino Rossini, een coproductie van Teatro Sociale di Rovigo en Teatro Alighieri di Ravenna.

## Onderscheidingen
- 2002 - BITEF International Festival of Beograd "Special Award" voor Requiem.
- 2002 - "Premio Speciale per la musica UBU" voor Requiem, Milaan.[35]
- 2002 - "Speciale Prijs voor de Muziek" voor Requiem, MESS Theatre and Film Festival in Sarajevo.

## Producties
- Hevel, morte-transizione (1992)
- Cantico dei cantici (1993)
- Introitus (1994)
- Il ginepro - favola cimiteriale (1995)
- Ipotenusa d'amore (1995)
- Ponti in core (1996)
- Psalmodia (1996)
- Con mano devota (1996)
- La felicità di tutti (1998)
- Romeo e Giulietta (1999)
- Sulla turchinità della fata (1999)
- Requiem (2001)
- Alice vietato > 18 anni (2003)
- Heliogabalus (2006)
- K.313 (2007)
- AMORE (2007)
- Die Zauberflöte (2015)[36]
- In Bocca al Lupo (2015)
- Lumen (2016)[37]
- Orfeo Viajero (2017)
- 3MER (2017)[38]
- Myriam (2018)[39][40]
- Serge (2018)[41][42]
- Storia di un’Amicizia (2018)[43]
- Sylvie e Bruno (2021)[44]
- L'Isola Disabitata (2021)[45]
- Se questo è Levi (2022)[46]
- Passio (2023)[47]
- Nina (2023)[48]